# Michail Vasil'evič Nesterov
Michail Vasil'evič Nesterov (in russo Михаи́л Васи́льевич Не́стеров?) (Ufa, 31 maggio 1862 – Mosca, 18 ottobre 1942) è stato un pittore russo, pioniere del simbolismo nel suo Paese.

## Biografia
Fece parte del gruppo dei Peredvižniki e si dedicò principalmente alla pittura religiosa, subendo l'influenza dell'arte bizantina.
Fra il 1885 e il 1895 eseguì, insieme a Viktor Michajlovič Vasnecov, la decorazione della Cattedrale di San Vladimiro a Kiev.
Dopo la Rivoluzione russa diede il meglio di sé come ritrattista.